# Hiriyuru, Tirumakudal Narsipur
Hiriyuru là một làng thuộc tehsil Tirumakudal Narsipur, huyện Mysore, bang Karnataka, Ấn Độ.